# José Aveiro
Pour les articles homonymes, voir Aveiro (homonymie).
José Raúl Aveiro Lamas, né le 18 juillet 1936 à Asunción au Paraguay et mort le 19 octobre 2024, est un joueur de football international paraguayen jouant au poste d'attaquant.

## Biographie

### Carrière en club
Il joue 121 matchs et inscrit 23 buts dans les divisions professionnelles espagnoles.

### Carrière en sélection
Avec l'équipe du Paraguay, il joue 12 matchs (pour 7 buts inscrits) entre 1957 et 1959. 
Il figure dans le groupe des sélectionnés lors de la Coupe du monde de 1958, sans jouer de matchs lors de cette compétition.